# Bulbophyllum odontoglossum
Bulbophyllum odontoglossum är en orkidéart som beskrevs av Rudolf Schlechter. Bulbophyllum odontoglossum ingår i släktet Bulbophyllum och familjen orkidéer. Inga underarter finns listade i Catalogue of Life.